# Anna Kołodziejczak
Anna Karolina Kołodziejczak (ur. 22 marca 1962 w Poznaniu, zm. 25 lutego 2023 tamże) – polska geograf, specjalistka w zakresie geografii rolnictwa.
Była córką Mariusza i Magdaleny. W 1986 roku ukończyła studia ekonomiczne na Akademii Ekonomicznej w Poznaniu, pisząc pracę pod kierunkiem Edmunda Kurtysa. Równocześnie studiowała geografię, którą ukończyła w 1987 roku. Stopień doktora nauk o ziemi otrzymała 10 listopada 1998 roku za pracę "Struktura przestrzenna upraw i produkcji ziemniaka w Polsce w latach 1988-1993", której promotorem był Benicjusz Głębocki. Stopień doktora habilitowanego otrzymała 17 maja 2011 roku za pracę "Modele rolnictwa a zróżnicowanie przestrzenne sposobów gospodarowania w rolnictwie polskim".
W latach 2012–2023 była kierownikiem Zakładu Geografii Rolnictwa i Wsi (do 2019 Zakład Gospodarki Żywnościowej i Wsi) na Wydziale Geografii Społeczno-Ekonomicznej i Gospodarki Przestrzennej Uniwersytetu im. Adama Mickiewicza w Poznaniu. Od 2015 roku członek Zespołu Zadaniowego ds. Obszarów Wiejskich KPZK PAN.
Członek Polskiego Towarzystwa Geograficznego.
Była promotorką dwóch prac doktorskich – Roberta Hoffmana i Bartosza Wojtyry, oraz recenzentką dwóch kolejnych – Anny Tkaczyk oraz Konrada Czapiewskiego.
Pogrzeb odbył się 2 marca 2023 na Cmentarzu Junikowskim w Poznaniu.